# Liste chronologique de graveurs allemands
Cette liste recense les graveurs d'estampes allemands ou actifs en Allemagne.

## Moyen Âge
- Maître E. S. (vers 1420 - vers 1468), graveur au burin
- Maître des Cartes à jouer (actif vers 1430-1450), graveur sur métal et peintre
- Meister der Weibermacht (actif vers 1450-1460), graveur sur cuivre
- Michael Wolgemut (1434-1519), peintre, dessinateur et graveur sur bois
- Ludwig Schongauer (vers 1440 - 1494), peintre et graveur
- Martin Schongauer (vers 1450 - 1491), peintre et graveur sur cuivre
- Israhel van Meckenem (vers 1445 – 1503), graveur sur cuivre et orfèvre
- Thomas Anshelm (1465 - vers 1522), graveur et imprimeur
- Maître du Livre de Raison (allemand : Meister des Hausbuches), graveur sur bois, actif dans le sud de l'Allemagne à la fin du XVe siècle

## Renaissance
- Lucas Cranach l'Ancien (1472-1553), peintre et graveur
- Hans Burgkmair (1473-1531), peintre et graveur sur bois
- Hans Dürer (1490-1538), graveur
- Heinrich Vogtherr l'Ancien (1490-1556), peintre, graveur et imprimeur
- Michael Ostendorfer (vers 1490-1559), peintre et graveur sur bois
- Hans Springinklee (vers 1490 - vers 1540), graveur sur bois et enlumineur
- Erhard Schön (vers 1491 - 1542), dessinateur, graveur sur bois et peintre
- Hans Lützelburger (vers 1495-1526), graveur sur bois
- Jan van Calcar (vers 1499 - 1545), peintre et graveur sur bois né en Allemagne, actif en Italie
- Hans Brosamer (avant 1500 - après 1554), dessinateur, graveur et peintre
- Hans Sebald Beham (1500-1550), illustrateur, dessinateur de vitraux et graveur
- Georg Pencz (vers 1500 - 1550), peintre, dessinateur et graveur
- Heinrich Aldegrever, (1502 - entre 1555 et 1561), peintre et graveur
- Barthel Beham (vers 1502 - 1540), peintre et graveur sur cuivre
- Wenzel Jamnitzer (1507 ou 1508 - 1585), orfèvre et graveur
- Virgil Solis (1514-1562), illustrateur et graveur
- Sigmund Feyerabend (1528–22-1590), peintre illustrateur et graveur

## XVIIesiècle
- Friedrich van Hulsen (vers 1580 - 1665), graveur néerlandais actif à Francfort de 1602 à 1665
- Matthäus Merian (1593-1650), graveur et éditeur
- Joachim von Sandrart (1606-1688), peintre, graveur et historien de l'art
- Johann Wilhelm Baur (1607- vers 1640), peintre paysagiste et graveur
- Ludwig von Siegen (vers 1609 - vers 1680), graveur amateur en manière noire
- Johann Hulsman (1610-1652), peintre et graveur
- Theodore Caspar von Furstenberg (1615-1675), peintre et graveur en manière noire
- Johann Christoph Storer (1620-1671), peintre, dessinateur et graveur sur cuivre
- Franz Wulfhagen (1624-1670), peintre et graveur
- Johann Ulrich Mayr (1630-1704), peintre et graveur à l'eau-forte
- Johann Oswald Harms (1643-1708), peintre, graveur et scénographe
- Maria Clara Eimmart (1676-1707), graveuse et astronome

## XVIIIesiècle
- Jacob Christoph Le Blon (1667-1741), peintre et graveur, inventeur du premier procédé d'impression en trois couleurs (trichromie)
- Bernhard Vogel (1683-1737), graveur de scènes de genre et de portraits
- Martin Engelbrecht (1684-1756), graveur et éditeur
- Johann Elias Ridinger (1698- 1767), peintre, graveur, dessinateur et éditeur
- Georg Lichtensteger (1700-1781), graveur au burin, éditeur et marchand d'estampes
- Christian Friedrich Boetius (1706-1782), graveur
- Johann Stenglin (vers 1710-1715 - vers 1770), graveur
- Johann Georg Wille (1715-1808), graveur né en Allemagne, actif à Paris à partir de 1736
- Johann Christian Gottfried Fritzsch (vers 1720-1802), graveur
- Johann Anton de Peters (1725-1795), peintre et graveur
- Bernhard Rode (1725-1797), peintre d'histoire et graveur
- Johan Joseph Zoffany (1733-1810), peintre portraitiste et graveur
- Johann Michael Baader (1736-1792), peintre et graveur
- Georg Melchior Kraus (1737-1806), peintre et graveur
- Heinrich Guttenberg (1749-1818), graveur d'interprétation à l'eau-forte et au burin
- Marguerite de Baaden-Durlach (active vers 1760), graveuse de reproduction
- Jakob Conrad Back (actif vers 1760), graveur au burin

## XIXesiècle
- Conrad Westermayr (1765-1834), peintre et graveur
- Wilhelm von Kobell (1766-1853), peintre, graveur, professeur à l'Académie des beaux-arts de Munich
- Johann Friedrich Helmsdorf (1783-1852), peintre paysagiste et graveur
- Auguste Hüssener (1789-1877), graveuse et peintre de miniatures
- Wilhelm von Abbema (1812-1889), peintre et graveur à l'eau-forte
- Alexandre Laemlein (1813-1871), peintre, graveur et lithographe né en Allemagne, actif en France à partir de 1826
- Adolph von Menzel (1815-1905), peintre, graveur et illustrateur
- Carl Hummel (1821-1907), peintre paysagiste et aquafortiste
- Frédérique Émilie Auguste O'Connell (1823-1885), peintre portraitiste et graveuse à l'eau-forte
- Alfred Krauße (1829-1894), peintre, graveur sur cuivre et acier
- Emil Lugo (1840-1902), peintre, dessinateur et graveur
- Max Klinger (1857-1920), peintre, sculpteur, graveur et graphiste

## XXesiècle(avant la Seconde Guerre mondiale)
- Lesser Ury (1861-1931), peintre et graveur
- Paul Herrmann (1864-1946), peintre, illustrateur, caricaturiste et graveur
- Peter Behrens (1868-1940), architecte, peintre, graveur, designer et typographe
- Max Slevogt (1868-1932), peintre, graveur et dessinateur
- Otto Fischer (1870-1947), peintre, graveur et historien de l'art
- Franz Naager (1870-1942), peintre, graveur, sculpteur et collectionneur
- Lyonel Feininger (1871-1956), peintre,  graveur sur bois et caricaturiste américain, actif en Allemagne de 1887 à 1937
- Ephraim Moses Lilien (1874-1925), photographe, illustrateur et graveur
- Joseph Uhl (1877-1945), graveur et peintre
- Franz Marc (1880-1916), peintre, graveur et lithographe
- Wilhelm Lehmbruck (1881-1919), sculpteur et graveur
- Hugo Kunz (1884-1938), peintre et graveur
- Otto Dix (1891-1969), peintre et graveur
- Walter Gramatté (1897-1929), peintre et graveur

## XXesiècle(après la Seconde Guerre mondiale)
- Karl Schmidt-Rottluff (1884-1976), peintre, graphiste, plasticien, illustrateur et graveur
- Willi Geiger (1878-1971), peintre, graveur et illustrateur
- Otto Nückel, (1888-1955), peintre, graveur, illustrateur et caricaturiste
- Walter Helfenbein (1893-1984), aquarelliste, dessinateur et graveur
- Werner vom Scheidt (1894-1984), graveur et peintre
- Hans Bellmer (1902-1975), peintre, photographe, graveur, dessinateur et sculpteur
- Eugen Batz (1905-1986), peintre, graveur, sculpteur, aquarelliste et photographe
- Ferdinand Springer (1907-1998), peintre et graveur, actif en France à partir de 1928
- Johnny Friedlaender (1912-1992), peintre et graveur
- Paul Wunderlich (1927-2010), peintre, graveur, lithographe et sculpteur
- Horst Janssen (1929-1995), dessinateur, graveur lithographe, affichiste et illustrateur
- Hermann Amann (1934-), peintre, artiste de performance et graveur
- Jan Voss (1936-), peintre, sculpteur, céramiste et graveur
- Georg Baselitz (1938-), peintre, sculpteur et graveur
- Aloys Ohlmann (1938-2013), peintre et graveur